# Ozarcus
Ozarcus (genoemd naar het Ozark-gebergte, waar het werd ontdekt) is een geslacht van uitgestorven falcatide Holocephali uit het Carboon van Arkansas (Ozark-gebergte). De typesoort Ozarcus mapesae werd in 2014 benoemd op basis van kraakbenige schedels uit het Serpukhovien van de Fayettevilleformatie. Het geslacht is vernoemd naar de Ozark Mountains (het gebied van ontdekking) terwijl de soort is vernoemd naar zijn ontdekker G.K. Mapes, holotype AMNH FF20544.
De typesoort Ozarcus mapesae werd in 2014 benoemd op basis van kraakbenige schedels uit het Serpukhovien van de Fayettevilleformatie. Het geslacht is vernoemd naar de Ozark Mountains (het gebied van ontdekking) terwijl de soort is vernoemd naar zijn ontdekker G.K. Mapes.
Het holotype fossiel AMNH FF20544 (voorheen gelabeld als OUZC 5300) was een kromgetrokken maar driedimensionaal bewaarde schedel met kieuwmanden. Drie andere schedels die naar Ozarcus kunnen worden verwezen, liggen opgeslagen bij het AMNH. Een gedeeltelijke hersenpan (FMNH PF 13242) van dezelfde vindplaats, die eerder naar Cobelodus werd verwezen en in 2007 in detail werd beschreven, werd in 2017 naar Ozarcus verwezen.
Ozarcus heeft vertakkingsbogen (botten van de kieuwkorf) met onverwachte overeenkomsten met osteichthyide (beenvissen) in plaats van chondrichthyiden (kraakbeenvissen). Net als bij andere vissen met kaken zijn er vijf paar kieuwbogen, de grotere tongboog die voor de kieuwen en achter de kaken ligt niet meegerekend. Elke vertakkingsboog begint met basibranchiale en hypobranchiale botten langs de onderste middenlijn van de keel en verbindt naar boven toe naar achteren gerichte ceratobranchiale botten, dan naar voren gerichte epibranchiale botten en ten slotte blokvormige faryngobranchiale botten. In tegenstelling tot moderne chondrichthyiden hebben de eerste vier vertakkingsbogen twee paar faryngobranchiën die naar voren buigen om een stevig dak te vormen voor de kieuwholte, omstandigheden die verwant zijn aan de twee sets (infra- en supra-pharyngobranchiën) van osteichthyiden. Bovendien steken de hypobranchiën die de onderste middenlijn flankeren ook naar voren, in tegenstelling tot bij levende haaien.
De eerste beschrijving van Ozarcus plaatste hem voorlopig als lid van de familie Falcatidae, gebaseerd op zijn kleine tanden die lijken op die van Falcatus en Damocles. Falcatidae waren een soort symmoriiforme, haaiachtige vissen die waarschijnlijk verre verwanten waren van de moderne chimaera. Daarentegen plaatsten latere publicaties Ozarcus (vertegenwoordigd door exemplaar FMNH PF 13242) als zustertaxon van Dwykaselachus of dicht bij de basis van de Symmoriiformes, ver weg van de falcatide Damocles.